# 歐洲遺傳史
歐洲遺傳史是指歐洲境內與族群形成過程、欧洲原住民以及歐洲其他种群有關的DNA信息。20世纪下半叶，欧洲遗传史的研究開始萌芽。 